# Salvador Ribot i Pons
Salvador Ribot i Pons   (Catalunya, 1962) és un activista català per la llengua, entre altres causes, i ex jutge de pau. A banda, és membre de l'Assemblea de Representants, participa en la redacció dels seus continguts d'ençà del 2017 i presideix l'Associació per la Cultura Digital de Catalunya.
És conegut per haver dut a terme una vaga de fam entre el 27 de maig i el 8 de juny del 2022 en protesta per la nova llei sobre el català a l'escola. L'expresident a l'exili Carles Puigdemont va agrair-li aquest gest públicament. En commemoració, el diputat Francesc Ten va votar en contra de l'aprovació de la dita llei al Parlament de Catalunya. Va ser l'únic del partit Junts per Catalunya a fer-ho i finalment la llei, en què l'ús del castellà com a llengua vehicular passava a ser lícit al sistema educatiu de Catalunya, va tirar endavant. Així doncs, finalment Ribot va abandonar la vaga.